# Freche Biester!
Freche Biester! (Slap Her... She’s French) ist eine US-amerikanisch-britisch-deutsche Filmkomödie von Melanie Mayron aus dem Jahr 2002.

## Handlung
Die französische Austauschschülerin Genevieve Le Plouff kommt in eine High School in einer texanischen Kleinstadt. Sie wohnt bei der Familie von Starla Grady, einer beliebten Cheerleaderin.
Le Plouff gewinnt die Sympathie von Starlas Eltern und Freunden, sie spannt ihr auch den Freund aus. Sie übernimmt die Stelle von Starla im Team der Cheerleader, nachdem Starla aufgrund von schlechten Noten hinausgeworfen wird. Daraufhin führt Starla gegen Genevieve einen Kleinkrieg. Genevieve bewirkt, dass Starla festgenommen wird.
Starla findet später heraus, dass Genevieve eine Amerikanerin namens Clarissa ist, die in der Grundschule von Starla gemobbt wurde. Daraufhin zog Clarissa mit ihrer Familie nach Frankreich.
Am Ende geht Clarissa unter dem Namen Starla als „Austauschschülerin“ nach Frankreich, um dort ihr Spiel zu wiederholen.

## Kritiken
Michael Rechtshaffen schrieb im Hollywood Reporter vom 22. August 2002, der Film sei „aufdringlich“ und „unwitzig“; seine „null-dimensionalen“ Charaktere könne man nicht mögen.
Das Lexikon des internationalen Films schrieb, die Komödie sei „dialoglastig“ und habe kein „Gespür für Pointen“ sowie keinen „Sinn für Kinobilder“. Lediglich die „ansehnlichen schauspielerischen Leistungen“ wurden gelobt.

## Hintergrund
Der Film wurde in Texas gedreht. Seine Produktionskosten betrugen schätzungsweise 10 Millionen US-Dollar. Der Film spielte in den britischen Kinos etwa 510.000 Pfund Sterling ein.